# 건 (경조윤)
건(建, ? ~ 기원전 88년)은 전한 중기의 관료이다. '건'은 이름자로, 성씨는 알 수 없다.

## 행적
후원 원년(기원전 88) 당시 경조윤이었는데, 무고에 연루되어 요참에 처해졌다.

## 출전
- 반고, 《한서》 권19하 백관공경표(百官公卿表) 下

| 전임 우기연 | 전한의 경조윤 ? ~ 기원전 88년 | 후임 준불의 |